# Chris Boniol
Christopher Donald Boniol, mais conhecido como Chris Boniol (9 de dezembro de 1971), é um ex-jogador profissional de futebol americano estadunidense que foi campeão da temporada de 1995 da National Football League jogando pelo Dallas Cowboys.